# Navalvillar de Pela
Navalvillar de Pela és un municipi espanyol situat a la província de Badajoz, dins la Comunitat Autònoma d'Extremadura. El poble es troba a l'est de la comarca de las Vegas Altas, al límit amb la comarca de la Siberia, i a l'abric de la Sierra de Pela. El seu terme municipal és de 251,2 quilòmetres quadrats i comprèn dues pedanies: Vegas Altas i Obando.

## Història
Navalvillar de Pela, en el seu emplaçament actual i amb aquesta denominació, naixí el 1418 quan un grup de veïns demanà permís a l'Ajuntament de Trujillo per a fitar el terme. Però el fet fundacional de la població en el segle xv no s'ha d'entendre com quelcom absolut. Amb anterioritat, aquests paratges comptaven amb ocupació humana que aniria variant amb el pas dels temps.
A l'edat antiga, el terme municipal pertanyia als dominis dels vetons, poble ibèric preromà. Els llegats d'aquest poble són representacions en bronze d'animals i homes a cavall. El poblament d'aquestes serres, des de temps prehistòrics està testificat per la presència de pintures rupestres esquemàtiques a la zona. En les seves proximitats va florir l'assentament romà de Lacipea, havent-se trobat també en els seus voltants, en un altre temps, els nuclis de La Vilavella i San Isidro, aquest últim pertanyent al monestir de Santa María de Guadalupe.
Com altres pobles de l'entorn, en temps passats la població va pertànyer jurisdiccionalment a la ciutat de Trujillo, i en el religiós, a la diòcesi de Plasència, en el si de la qual encara continua. En l'àmbit comarcal, la localitat és coneguda familiarment com a Pela, i els seus naturals com peleños. Velles tradicions parlen de l'existència en les serres properes de fortificacions templàries, de les quals no obstant això, cap resta es coneix en l'actualitat, tractant altres de connectar amb la localitat la figura, mort i enterrament del rei Pere I de Castella, en una llegenda que també es repeteix en altres indrets de l'entorn.

## Festes
Navalvillar de Pela és coneguda a Extremadura per la seva famosa La Encamisá, coneguda també com a Carrera de San Antón, que se celebra cada 16 de gener, vigília de Sant Antoni Abat.
Segons la memòria popular, la Encamisá commemora la històrica salvació del poble enfront dels moros quan aquests van intentar envair-lo. Aquesta es va aconseguir a força d'encendre fogueres i, amb camises blanques i carreres dels seus cavalls, van poder confondre als invasors, que van fugir creient que els naturals del poble eren més. La salvació es dedicà a Sant Antoni Abat.
La festa té, entre altres protagonistes, al genet, amb la camisa blanca, mocador vermell al coll i un altre multicolor que li cobreix el cap, acabat en bec, i al cavall que porta la famosa flassada de madroños. Entre fogueres enceses, els genets inicien les carreres a mitja tarda el dia 16 de gener, vespres de Sant Antoni, al so del tamborer que recorre els carrers de Navalvillar de Pela per tres vegades, al costat del banderer, la Confraria i la Corporació.
La festa dura fins a la matinada, i és norma que els habitants del poble obsequiïn els milers de visitants que acudeixen a gaudir de la festa amb la degustació dels seus vins de pitarra i dels seus bunyols.